# Museumkwartier (Venlo)
Het Museumkwartier is een gebied ten zuidoosten van de oude stadskern van de stad Venlo, in de Nederlandse provincie Limburg. Het gebied ligt aan en in het Julianapark en ten noorden van Station Venlo.
De benaming Museumkwartier wordt pas sinds december 2009 in de Venlose raad gebezigd. Uitgangspunt van dit concept is om alle museumactiviteiten in het stadsdeel samen te brengen en te exploiteren om de stad duidelijker op de recreatieve kaart te zetten.

## Musea
In het Museumkwartier liggen drie musea, te weten:
- Limburgs Museum. Dit is een museum voor archeologie en culturele antropologie, gespecialiseerd in de geschiedenis van Limburg.
- Museum van Bommel van Dam. Dit is het oudste in Limburg gevestigde museum voor moderne kunst en werd in 1971 geopend.
- Jan Klaassens Museum, een piepklein museum op de Parade, ter ere van diens toenmalige eigenaar en oud-VVV-speler Jan Klaassens.